# 过山枫
过山枫（学名：Celastrus aculeatus）为卫矛科南蛇藤属的植物，是中国的特有植物。分布在中国大陆的广西、浙江、江西、广东、云南、福建等地，生长于海拔100米至1,000米的地区，多生长在山地灌丛及路边疏林中，目前尚未由人工引种栽培。

## 异名
- Celastrus aculeatus Merr. var. pedunculosus C. Y. Cheng et Kao